# Paola Gambara Costa
Beata Paola Gambara Costa (Verolanuova, 3 marzo 1463 – Bene Vagienna, 24 gennaio 1515) è stata una nobildonna e beata italiana, terziaria francescana.

## Biografia
Nata Paola Gambara essendo figlia di Pietro Gambara, appartenente alla nobile famiglia Gambara, e di Taddea Martinengo, nel 1485, non ancora tredicenne, sposò il conte Lodovico Antonio Costa. Non ebbe una vita facile con suo marito, che la tradiva continuamente e la umiliava. All'età di 15 anni rimase incinta e nel 1488 diede alla luce suo figlio, Gian Francesco. Da quel momento in poi trascorse il suo tempo in preghiera. Nel 1504 Ludovico cambiò atteggiamento, a causa di una malattia della sua amante. Paola perdonò tutto a suo marito e si prese cura della rivale malata. Nel 1506 anche Ludovico Antonio si ammalò e la moglie lo assistette fino alla guarigione. Paola morì nel 1515 a Bene Vagienna.
Nel 1845 papa Gregorio XVI confermò il suo culto come beata.